# Hustynja
Hustynja (ukrainisch Густиня; russisch Густыня Gustynja) ist ein Dorf im Süden der ukrainischen Oblast Tschernihiw mit 150 Einwohnern (2001).

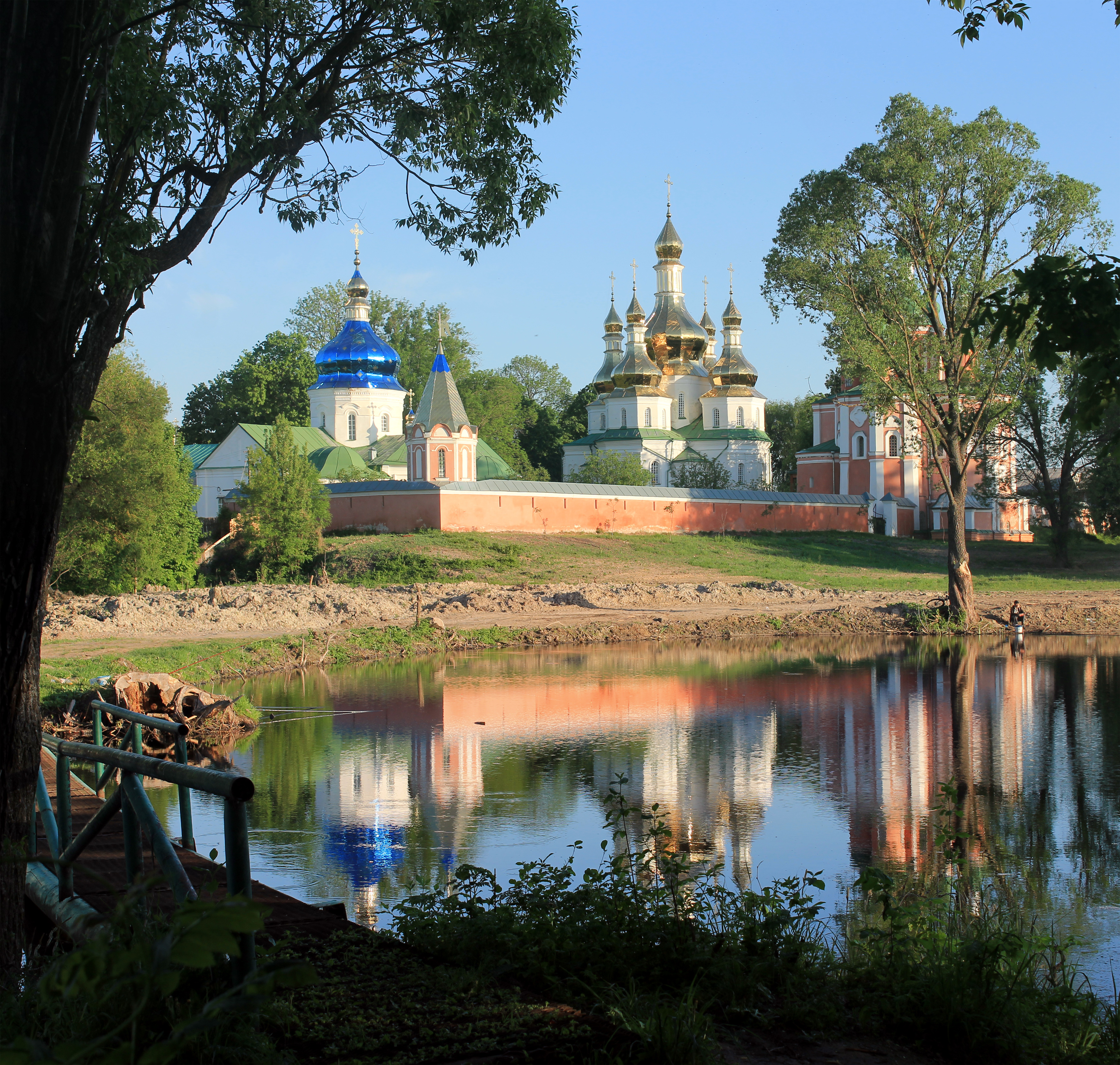
Kloster der Heiligen Dreifaltigkeit am Udaj in Hustynja

Hustynja liegt am rechten Ufer des Udaj, einem 327 km langen, rechten Nebenfluss der Sula, 5 km nordöstlich vom Gemeindezentrum Samistja, 10 km nordöstlich vom Rajonzentrum Pryluky und etwa 150 km südöstlich vom Oblastzentrum Tschernihiw.

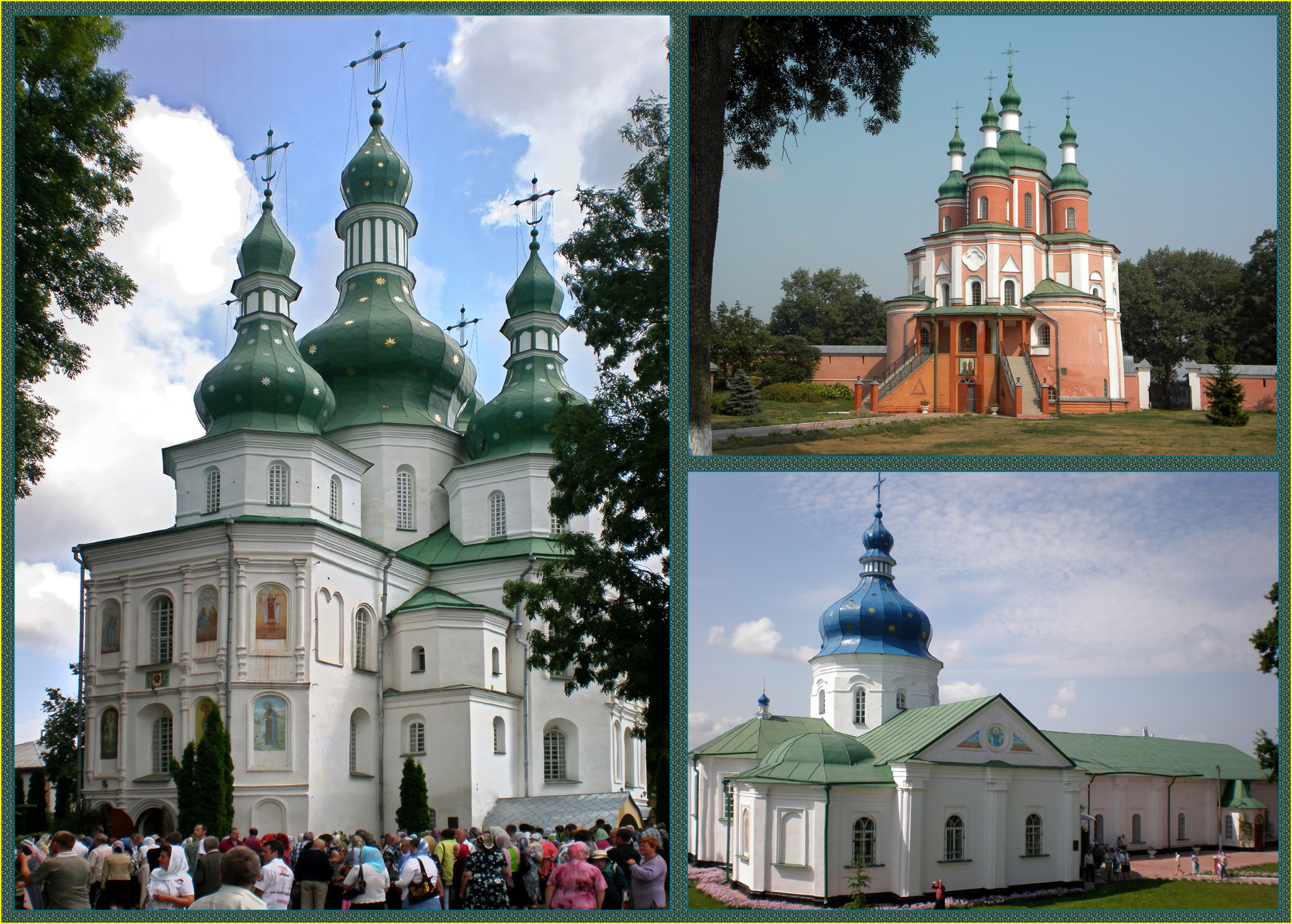
Bilder einzelner Klostergebäude

Das Dorf entstand 1600 mit dem Bau eines Klosters, das mit Genehmigung des Leiters der Kiewer Höhlenklosters durch Mönche vom Berg Athos gegründet wurde. Diese bauten hier bis 1675, finanziert von Hetman Iwan Samojlowytsch, zwischen dichtem Wald (daher der Ortsname) und einer Insel im Überschwemmungsgebiet des Udaj, das Hustynskyj-Kloster (Густинський монастир), und weihten es zu Ehren der Heiligen Dreifaltigkeit.
Das orthodoxe Kloster ist ein einzigartiger architektonischer Komplex des Barock im 17. Jahrhundert, und eines der Schönsten der Linksufrigen Ukraine. Taras Schewtschenko fertigte 1845, während eines Besuchs des Klosters, mehrere Aquarellskizzen des Klosters an.
Am 14. Juni 2019 wurde das Dorf ein Teil neugegründeten Landgemeinde Suchopolowa, bis dahin war es Teil der Landratsgemeinde Samistja (Замостянська сільська рада/Samostjanska silska rada) im Norden des Rajons Pryluky.